# De Passie (Vlaanderen)
De Passie is een moderne muzikale vertolking van het paasverhaal van Jezus Christus die sinds 2014 iedere twee jaar opgevoerd wordt in Vlaanderen. Dit gebeurt in navolging van The Manchester Passion in 2006 en de edities in Nederland vanaf 2011.

## Opvoeringen
Op 17 april 2014 vond de eerste editie van De Passie plaats in Merchtem, waar 8000 toeschouwers naar kwamen kijken. Nog eens 800.000 mensen volgden het via de regionale tv-zenders. Jonathan Demoor nam de rol van Jezus op zich en Geena Lisa die van Maria. Rik Torfs verzorgde de bindteksten. Het evenement werd geregisseerd door Stijn Coninx.
Twee jaar later, op 19 maart 2016, werd in Ieper de tweede editie van De Passie opgevoerd. Met deze editie werd het lijdensverhaal van Christus in verband gebracht met de Eerste Wereldoorlog. Zo'n 4500 toeschouwers kwamen naar de Grote Markt om naar de voorstelling te kijken. Koen Vijverman was de hoofdrolspeler en Bob De Moor de verteller. De regisseur was Bart Cafmeyer.
Op 24 maart 2018 werd De Passie opgevoerd op de Grote Markt in Lier. Ongeveer 8000 toeschouwers kwamen kijken. De regie werd verzorgd door Johan De Paepe. Zijn zoon Pieter-Jan De Paepe vertolkte de rol van Jezus. Andere rollen werden vervuld door Free Souffriau (Maria Magdalena), Mark Tijsmans (Judas), Ann Pira (Maria, de moeder van Jezus) en Door Van Boeckel (Kajafas). Katrien De Becker was de verteller.
De vierde editie zou doorgaan op 4 april 2020 in Sint-Niklaas, maar deze werd afgelast wegens de coronapandemie. Ze werd eerst uitgesteld naar 27 maart 2021 en vervolgens naar 9 april 2022. In december 2021 werd echter bekendgemaakt dat deze editie definitief werd afgelast omdat het niet mogelijk was om deze goed voor te bereiden. In plaats hiervan is een langspeelfilm met opnames in Sint-Niklaas gemaakt: De Passie, die op 1 april 2023 in première is gegaan in de lokale bioscoop Siniscoop. Hier was de film ook op 5 en 7 april 2023 te zien en vanaf 7 april was deze te streamen via Kerknet.De film is ook te zien in 2024 in plaats van een live-evenement. Dat jaar is deze online te streamen van 7 februari tot en met het einde van de Paasvakantie.